# Estação Lechería
A Estação Lechería é uma das estações do Trem Suburbano do Vale do México, situada em Tultitlán, entre a Estação San Rafael e a Estação Tultitlán. Administrada pela Ferrocarriles Suburbanos, S.A.P.I. de C.V., faz parte do Sistema 1.
Foi inaugurada em 7 de maio de 2008. Localiza-se na Avenida del Parque. Atende o bairro Zona Industrial Lechería.